# Overijssel
Overijssel er en nederlandsk provins, beliggende i den østlige del af Nederlandene.
Provinsen grænser op Gelderland mod syd, Flevoland og Gelderland mod vest, Drenthe og Friesland mod nord, og Tyskland mod øst. Overijssel har et samlet areal på 3.421 km2, hvoraf 95 km2 udgøres af vand. Provinsen har godt 1.151.501 indbyggere (2018).
Overijssels hovedstad hedder Zwolle, hvor den lokale provinsadministration holder til. Provinsens største by er Enschede. Kongens kommissær (nederlandsk: Commisaris van de Koning) i Overijssel hedder Andries Heidema. Kristendemokratisk Appel (CDA) er med 11 sæder det største parti i provinsrådet. Folkepartiet for Frihed og Demokrati (VVD) er det næststørste parti, mens Socialistpartiet (SP), Arbejderpartiet (PvdA), Demokraterne 66 (D66) og Frihedspartiet (PVV) med 5 sæder hver konkurrerer om at være rådets tredje største parti.

## Geografi
Overijssel ligger i den østlige del af Nederlandene. Den grænser op til Drenthe og Friesland i nord, Flevoland og Gelderland i vest, og Gelderland i syd. I øst grænser Overijssel op til den tyske delstat Niedersachsen. 
Overijssel er Nederlandenes femte største provins. Den har et samlet areal på 3.421 km2, hvoraf 95 km2 udgøres af vand. Eksklusive vand er Overijssel Nederlandenes fjerde største provins. 

### Underinddelinger
Overijssel er opdelt i tre COROP-områder: Nordoverijssel, Sydvestoverijssel og Twente. COROP-enhederne bruges af staten i forbindelse med statistik og analyse.
Overijssel består af 25 kommuner. Enschede er provinsens folkerigeste kommune, mens Hardenberg arealmæssigt er Overijssels største kommune. Staphorst har det laveste indbyggertal, mens Oldenzaal har det mindste areal.
| Kommune         | Indbyggere | Areal      | COROP-område      |
| --------------- | ---------- | ---------- | ----------------- |
| Almelo          | 72.373     | 67,42 km2  | Twente            |
| Borne           | 22.942     | 26,00 km2  | Twente            |
| Dalfsen         | 22.942     | 165,13 km2 | Nordoverijssel    |
| Deventer        | 99.497     | 131,23 km2 | Sydvestoverijssel |
| Dinkelland      | 26.201     | 175,76 km2 | Twente            |
| Enschede        | 157.864    | 141,00 km2 | Twente            |
| Haaksbergen     | 24.257     | 104,89 km2 | Twente            |
| Hardenberg      | 60.406     | 312,47 km2 | Nordoverijssel    |
| Hellendoorn     | 35.789     | 138,07 km2 | Twente            |
| Hengelo         | 80.683     | 60,90 km2  | Twente            |
| Hof van Twente  | 34.972     | 212,77 km2 | Twente            |
| Kampen          | 52.777     | 142,64 km2 | Nordoverijssel    |
| Losser          | 22.507     | 98,82 km2  | Twente            |
| Oldenzaal       | 31.975     | 21,55 km2  | Twente            |
| Olst-Wijhe      | 17.953     | 114,08 km2 | Sydvestoverijssel |
| Ommen           | 17.614     | 180,00 km2 | Nordoverijssel    |
| Raalte          | 36.999     | 171,08 km2 | Sydvestoverijssel |
| Rijssen-Holten  | 38.067     | 94,13 km2  | Twente            |
| Staphorst       | 16.743     | 134,22 km2 | Nordoverijssel    |
| Steenwijkerland | 43.513     | 290,16 km2 | Nordoverijssel    |
| Tubbergen       | 43.513     | 146,03 km2 | Twente            |
| Twenterand      | 33.839     | 106,32 km2 | Twente            |
| Wierden         | 24.252     | 94,77 km2  | Twente            |
| Zwartewaterland | 22.345     | 82,69 km2  | Nordoverijssel    |
| Zwolle          | 125.709    | 111,38 km2 | Nordoverijssel    |

## Demografi
Overijssel har et indbyggertal på 1.151.501 (2018) og en befolkningstæthed på 344 pr. km2. Det er Nederlandenes sjette største provins målt på antal indbyggere. Overijssel har desuden Nederlandenes sjette laveste befolkningstæthed. Kun Drenthe, Friesland, Zeeland, Groningen og Flevoland har færre indbyggere. Enschede er provinsens folkerigeste kommune.

## Politik
Provinsrådet i Overijssel (nederlandsk: Provinciale Staten) består af 47 medlemmer med kongens kommissær i spidsen. Den nuværende kommissær er Andries Heidema fra Kristenunionen (ChristenUnie). Han afløste Boele Staal (2017-2018) fra Demokraterne 66 (D66) 11. juli 2018. Overijssels provinsråd vælges af Overijssels indbyggere, mens kommissæren udpeges af kongen og den nederlandske regering. CDA er med 11 sæder det største parti i provinsrådet. Den daglige ledelse varetages af en lille styrelse (nederlandsk: Gedeputeerde Staten), hvis medlemmer (nederlandsk: gedeputeerden) kan sammenlignes med ministrene i en regering. Styrelsen ledes af kommissæren.  